# Ersatz GB
Ersatz GB — двадцать девятый студийный альбом британской рок-группы The Fall, выпущенный в Британии 14 ноября 2011 года лейблом Cherry Red Records.

## Список композиций
1. «Cosmos 7» — 2:48 (Марк Э. Смит, David Spurr)
2. «Taking Off» — 4:01 (Smith, Peter Greenway)
3. «Nate Will Not Return» — 6:02 (Smith, Greenway, Spurr)
4. «Mask Search» — 2:41 (Smith, Greenway)
5. «Greenway» — 4:13 (Smith, Dimitris Ioakimoglou)
6. «Happi Song» — 4:19 (Eleni Poulou)
7. «Monocard» — 8:08 (Smith, Spurr, Keiron Melling)
8. «Laptop Dog» — 4:01 (Smith, Greenway)
9. «I’ve Seen Them Come» — 6:05 (Smith)
10. «Age of Chang» — 3:27 (Smith, Spurr)

## Участники записи
- Mark E. Smith — вокал
- Eleni Poulou — клавишные
- David Spurr — бас-гитара
- Keiron Melling — ударные
- Pete Greenway — гитара